# Форт Мајерс Шорс (Флорида)
Форт Мајерс Шорс (енгл. Fort Myers Shores) насељено је место без административног статуса у америчкој савезној држави Флорида.

## Демографија
По попису из 2010. године број становника је 5.487, што је 306 (-5,3%) становника мање него 2000. године.
| Група             | 2000.         | 2010.         |
| Белци             | 4.421 (76,3%) | 3.540 (64,5%) |
| Афроамериканци    | 213 (3,7%)    | 257 (4,7%)    |
| Азијати           | 88 (1,5%)     | 72 (1,3%)     |
| Хиспаноамериканци | 1.006 (17,4%) | 1.535 (28,0%) |
| Укупно            | 5.793         | 5.487         |